# Julia Jaarsma-Adolfs
Julia Henriëtte Jaarsma-Adolfs (24 september 1899 – 16 november 1975) was een Nederlands-Indisch strafpleiter. Zij was de eerste in Nederlands-Indië geboren vrouwelijke advocaat. Zij praktiseerde in Soerabaja van 1927-1961, en maakte naam als strafpleiter. Onder haar clientèle bevonden zich veel vooraanstaande zakenlieden uit de Chinese gemeenschap. Naast een carrière als advocaat vervulde zij (bestuurs)functies in het maatschappelijke, religieuze en politieke leven van Europees gezind Surabaya. Zij zette zich in voor vrouwenrechten, de vooroorlogse rooms-katholieke gemeenschap en bepleitte, in lijn met het Indo-Europeesch Verbond, eigendomsrechten op grond voor Indo-Europeanen. Tijdens de Japanse bezetting vervulde zij, door sommigen omstreden, leiderschapsrollen in burgerkampen waarin ze met haar drie dochters was geïnterneerd. Na de onafhankelijkheid van Indonesië op 17 augustus 1945 bleef Jaarsma-Adolfs tot 1961 werkzaam in Surabaya in de advocatuur en onroerend goed. Haar middelste dochter Trudie Vervoort-Jaarsma heeft haar aandeel van overerfd vermogen nagelaten aan het Amsterdams Universiteitsfonds met onder meer een fonds op naam, van mr. Julia Jaarsma-Adolfs bedoeld voor studiebeurzen voor aankomend juristen.

## Achtergrond en Opleiding

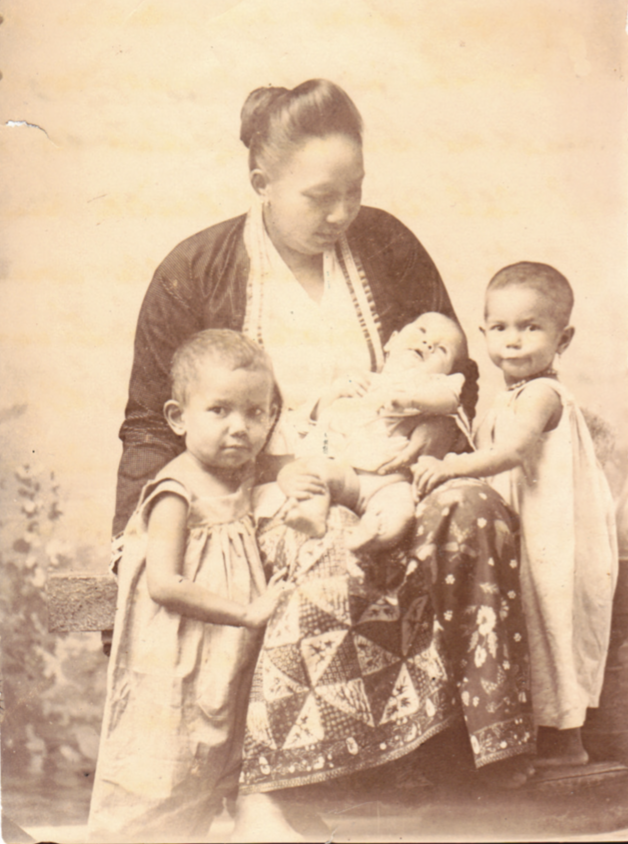
Henriëtte Donkel met van links naar rechts Gerard, Truus en Julia rond 1902. (foto: G.C. Adolfs).

Julia Henriëtte Adolfs werd geboren op 24 januari 1899 in Semarang, Midden-Java. Haar vader, Gerardus Cornelis Adolfs, roepnaam Gerrit (1871-1945), was als jongste ongediplomeerde zoon van een Amsterdamse scheepstimmerman in 1894 naar Nederlands-Indië vertrokken en daar getrouwd met de Javaans sprekende Henriëtte Donkel, roepnaam Jet (1874-1949), die een afstammeling was van VOC-militair Donkel.
Julia was het tweede kind en de oudste dochter. De oudste zoon, Gerard Pieter Adolfs (1898-1968) werd later bekend als autodidact kunstschilder. Het gezin, met na verloop van tijd acht Indische kinderen, verhuisde vaak wegens de loopbaan van vader Adolfs bij de Semarang-Joana Stoomtram Maatschappij (SJS). Zo woonden zij in Blora, Koendoeran en Goendih uiteindelijk in Surabaya  Bij volwassenheid verbleven verschillende familieleden in dezelfde buurt: in en om de Bengawanstraat in de Europese wijk Darmo.
Julia was het enige meisje uit het gezin met universitaire opleiding. Zij kwam, na voltooiing van de HBS in Surabaya en het afleggen van staatsexamen in 1921 voor het eerst in Nederland om rechten te studeren aan Universiteit Leiden. Op 6 oktober 1926 studeerde zij volgens schema af en keerde terug naar Surabaya.
Vanaf 1927 was zij lid van de Vereeniging in Indië van Vrouwelijke Oud-Studenten (VIVOS). Zij zal een van de weinige Indo-Europese leden zijn geweest, gezien het raciaal discriminatoire karakter van de toenmalige samenleving. In oktober 1927 trad Jaarsma-Adolfs toe tot het bestuur van de plaatselijke afdeling van de Vereeniging voor Vrouwenkiesrecht. In die rol hield zij diverse openbare lezingen, evenals over huwelijkse voorwaarden binnen de Huwelijkswet.

## Advocatuur
Begin 1927 werd Julia als mr. J. Adolfs opgenomen in het advocatenkantoor van mr. Sytze Jaarsma, met wie zij op 9 juli van datzelfde jaar trouwde. Als advocaat bleef Adolfs haar meisjesnaam hanteren maar in het maatschappelijk verkeer stond zij bekend als mevrouw Jaarsma of Jaarsma-Adolfs. Maart 1927 werd mr. Julia Adolfs benoemd tot procureur bij de Raad van Justitie in Surabaya. Ze behandelde zowel publiekrechtelijke als civiele zaken, over het algemeen voor de verdediging. Deze omvatten gevallen van moord, verkrachting, fraude, illegaal gokken, opiumsmokkel, afpersing, woeker, valsemunterij, diefstal, smaad, enzovoorts. Ze maakte hierbij vooral naam als strafpleiter. Ludvig E. Movig, voormalig rechter in Nederland en in koloniaal Indonesië, verwees in 1972 als volgt naar mr. Adolfs: “Zij was beslist een strafpleiter van formaat en de beste, die ik tijdens mijn lange carrière van bijna een halve eeuw heb ontmoet.”
Bij veel zaken van Adolfs waren cliënten met een Indonesische, Arabische of Chinese achtergrond betrokken. Mr. Adolfs was in Surabaya, evenals mr. Ploegman, een advocaat die de voorkeur genoot bij het Chinese bedrijfsleven. In 1934 verdedigde Adolfs onder meer de beruchte Ang Tjay Tjoen, in Oost-Java bekend als de 'Woekeraar van Singosari'. Dit ondanks dat zij bestuurslid was geweest van de plaatselijke afdeling van de Anti-Woekervereeniging.
Het advocatenkantoor van Adolfs en Jaarsma verhuisde enkele keren binnen de Chinese wijk van Surabaya. Verdiensten uit de advocatuur werden geïnvesteerd in onroerend goed. Aangekochte panden werden opgeknapt en gemeubileerd verhuurd via Woningbureau Versluis N.V. Soerabaia. Bij het uitbreken van de oorlog stonden er 90 panden op haar naam, waaronder het tot privé woonhuis ingerichte perceel aan de Darmokali 10.
Gedurende de gehele De Japanse bezettingstijd van de Indonesische archipel (1942 - 1945) was de advocatenpraktijk van Adolfs en Jaarsma noodgedwongen gesloten. Per april 1946 maakte Adolfs direct deel uit van de dan net opgerichte “Voorloopige Advocaten Organisatie” om gratis of tegen verminderd tarief in rechtsbijstand te kunnen voorzien aan onvermogenden in de chaotische naoorlogse situatie. Daarnaast verschenen opnieuw zaken in de pers waarvoor zij de verdediging voerde met onder meer corruptie, fraude, moord, wapenhandel en dergelijke die haar bijnaam ‘advocaat van kwaaie zaken’ bleven voeden. In 1952 kwamen daar drie politiek geruchtmakende zaken bij. Het betrof het conflict tussen vakbond Sarbufis en de directeur-eigenaar Liem Seeng Tee van het Sampoerna-concern - bestaande uit een filmtheater en een tabaksfabriek - dat tot de Hoge Raad werd uitgespeeld. Ook werd, deels achter gesloten deuren, de miljoenenroof van de Java Bank door Nederlandse onderdanen, gepleegd in 1950, behandeld. En de zaak over al of niet beledigende stukken aan het adres van vakbond P4P door hoofdredacteur Tjia Tik Sing van dagblad Perdamaian werd door Adolfs bepleit. Na 1952 ontbreken verdere vermeldingen in de Nederlandstalige pers over haar activiteiten in de advocatuur.

## Geloof en liefdadigheid
Vanaf april 1936 nam Adolfs een sleutelpositie in bij de sociaalpolitiek actieve katholieke gemeenschap van Surabaya. Ze werd verkozen tot voorzitter van de in dat jaar opgerichte Katholieke Centrale Organisatie (KC), een overkoepelend orgaan voor verschillende katholieke organisaties in Surabaya, zoals scholen, sociale verenigingen en een ziekenhuis. Surabaya kende in die jaren een 20.000 katholieken. Haar drie dochters gingen naar school bij de zusters Ursulinen. Adolfs bleef behulpzaam bij allerhande initiatieven, zoals de oprichting van een Katholieke Wetenschappelijke Vereeniging, die tot taak kreeg om publiek debat te stimuleren over de vraag hoe wetenschappelijke ontwikkelingen te verenigen met de Quadragesimo Anno encycliek. Ter ere van de kroning van Paus Pius XII hield de Apostolisch Prefect van Surabaya, mgr. Verhoeks, in maart 1939 een grote receptie ten huize van Jaarsma-Adolfs aan de Darmokali 10, bezocht door ruim 600 mensen waaronder vele hoogwaardigheidsbekleders zoals de gouverneur van Oost-Java C. van der Plas. Met onder andere zijn echtgenote mevr. A. van der Plas-Pleyte maakte zij in de jaren 1939-1940 deel uit van het bestuur van de Emmabloem-collecte, een liefdadigheidsinstelling voor de preventie van tuberculose.
Ook organiseerde Jaarsma-Adolfs in 1940 een 'fancy fair' om geld in te zamelen voor het maatschappelijk werk van katholieke missionarissen in Indonesië. In hetzelfde jaar trad ze ook toe tot het bestuur van de nieuwe katholieke HBS voor jongens (SMA Katolik Santo Louis). Eveneens in 1940 trad Jaarsma-Adolfs toe tot het bestuur van de Soerabajase tak van de Centrale Commissie van Vrouwenarbeid in Mobilisatietijd (COVIM). In 1960 ontving zij de pauselijke onderscheiding ‘Pro Ecclesia et Pontifice’, het hoogste ereteken voor een leek, voor bewezen trouw en goede diensten jegens de kerk en de paus. Zij had zich meer dan 25 jaar bijzonder verdienstelijk gemaakt voor kerk en samenleving in Surabaya.

## Politiek
In 1936 mengde Jaarsma-Adolfs zich in een politiek debat over het ‘vervreemdingsverbod’ in de agrarische wetgeving van koloniaal Indonesië, aangezwengeld door het Indo-Europeesch Verbond (IEV). De bestaande wetgeving uit 1875 verbood niet-oorspronkelijke bewoners, waaronder Indo-Europeanen, toegang tot landbezit. Het IEV pleitte voor opheffing van dit verbod, waarop de Nederlandse regering een onderzoek liet instellen onder voorzitterschap van H.J. Spit. In aanloop naar het Spit-rapport overwogen politieke partijen in koloniaal Indonesië hun standpunt over de kwestie, waaronder de Indische Katholieke Partij (IKP) waarvoor Jaarsma-Adolfs zes openbare lezingen samenstelde. 
Aan de hand van praktijkvoorbeelden vestigde zij de aandacht op de verwarrende veelvoud aan agrarische wetgevingen in de complexe bestuurlijke inrichting van koloniaal Indonesië, hetgeen uitmondde in een pleidooi voor afschaffing van het vervreemdingsverbod. Voor verbetering van de agrarische wetgeving moest volgens Jaarsma-Adolfs aan drie randvoorwaarden worden voldaan: invoering van een kadastraal systeem voor het platteland (inlands kadaster), een systeem voor Indonesische bevolkingsregistratie (inheemsche burgerlijke stand) en de oprichting van een agrarische rechtbank. De voornaamste belemmering bestond uit het ontbreken van een codificatie van gebruikelijke (adat) rechten op land.
Toen het eindrapport van de commissie-Spit verscheen werden daarin alle wijzigingen van de bestaande agrarische wetgeving, waaronder de opheffing van het vervreemdingsverbod, afgeraden. Adolfs vervolgde haar lezingenreeks met het verschaffen van helderheid over dit rapport. Van iedere lezing werd uitgebreid verslag gedaan in de landelijke pers.
Na deze lezingenreeks bleef Jaarsma-Adolfs incidenteel in het openbaar pleidooien houden voor de afschaffing van het agrarisch vervreemdingsverbod. Hierbij legde zij de nadruk meer op het belang hiervan voor een Indo-Europese agrarische middenstand. Als gevolg van het rapport-Spit behoorde voor deze inwoners nog slechts de kolonisatie van ‘woeste gronden’ tot de mogelijkheden, aangezien de koloniale agrarische wetgeving daar niet van toepassing was. In haar optiek was een groeiende middenklasse van belang voor de Indonesische samenleving die anders te vatbaar zou worden voor het communisme en Indo-Europeanen waren bij uitstek geschikt om die middenklasse in alle gelederen te bevolken.
Deze opvattingen strookten met het gedachtegoed van het IEV dat in 1938 echter op politiek gespannen voet stond met de IKP. Jaarsma-Adolfs en haar echtgenoot probeerden, tevergeefs, te bemiddelen tussen beide organisaties. Adolfs zette de sociale activiteiten binnen haar katholieke netwerken voort.      

## De Tweede Wereldoorlog

### Japanse Bezetting
Aan de vooravond van de Slag in de Javazee waren van 11-27 februari 1942 ongeveer 260 militairen van de Britse Anti Aircraft Forces ingekwartierd in de privé-percelen van Adolfs en Jaarsma aan de Darmokali 8-10-12. Teneinde schade te helpen voorkomen had Adolfs op haar kosten laten voorzien in een slachthuis evenals was- en goederenloods op het 6000m2 omvattende perceel. De geallieerde militairen verlieten hun inkwartiering halsoverkop en vluchtten, enkele uren nadat Karel Doorman en zijn eskader door de Japanse kruisers waren vernietigd en er geen verdediging tegen de invasie meer mogelijk was. Na dit overhaast vertrek van de militairen werd in de ter beschikking gestelde woningen met de inspecteur van politie schade, plundering en vernieling geconstateerd die Jaarsma-Adolfs op 28 februari aan de ‘Territoriaal Commandant van Soerabaia’ rapporteerde. Deze inkwartiering van geallieerde strijdkrachten werd naar eigen zeggen verraden aan de arriverende Japanse strijdkrachten, gezien een stroom aan huiszoekingen en hardhandige verhoren van Jaarsma-Adolfs door de Kempeitai en ondervragingen van de P.I.D.
Op 9 maart 1942 moest onder Japans militair gezag het advocaten-kantoor aan de Chineesche Voorstraat 98 binnen enkele uren worden ontruimd. Vervolgens werden Adolfs en Jaarsma uit het tweede kantoor aan de Embong Kenongo 6 gezet. Mei 1942 legde de Kempeitai ook beslag op de privéwoning aan de Darmokali en nadat deze binnen 24 uur – tot ongenoegen van de Japanners ongemeubileerd - werd overgedragen, volgde arrestatie van Adolfs. Uiteindelijk werden alle roerende en onroerende goederen door de Japanners geconfisqueerd en werd haar echtgenoot afgevoerd naar de Kalisosok-gevangenis in de Werfstraat. In de loop van 1943 werd Adolfs zelf gedurende 80 dagen door de Kempeitai gevangen gehouden en verhoord onder andere middels ‘waterboarding’. Zij zou naar eigen zeggen niet zijn doorgeslagen.

### Internering

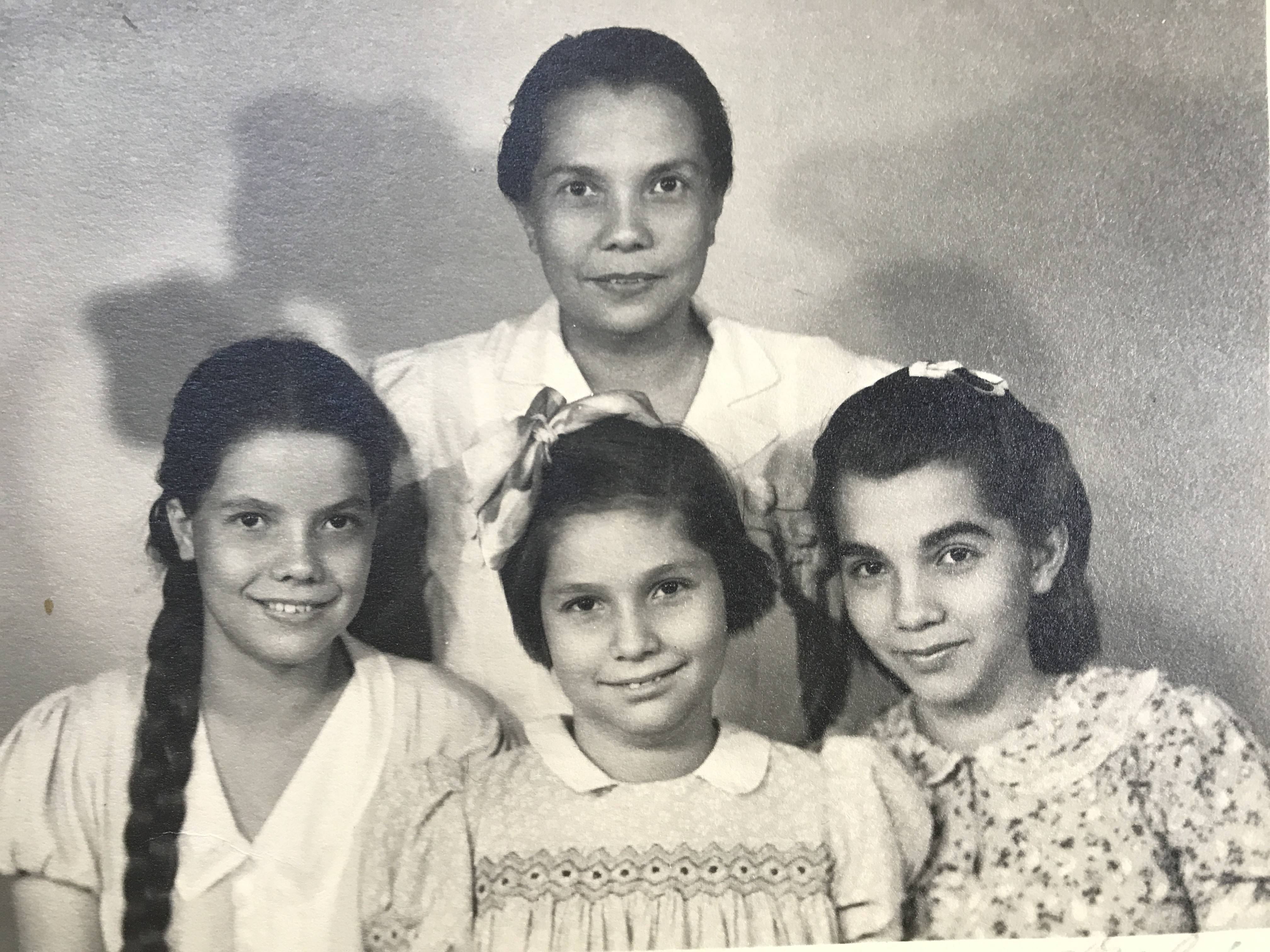
Julia Jaarsma-Adolfs, met dochters Trudie, Hedwig en Sytske (vlnr).Foto: Nikola Draculic, Soerabaja 1942/1943.

December 1943 werd J.H. Jaarsma-Adolfs geregistreerd als J. Jaarsma en met haar drie dochters geïnterneerd in vrouwenkamp Gedangan op Midden-Java. Toen in maart 1944 nog een vijfde transport arriveerde brak opstand uit tegen de Nederlandse leiding, op dat moment in handen van de dames Lagro en Van der Gronden. De rel werd beslecht toen de Japanse kampcommandant Yamada erin toestemde dat Jaarsma-Adolfs aan het bestuur werd toegevoegd, op voorspraak van Lagro, een connectie uit vooroorlogs katholiek Surabaya.
Begin mei 1945 maakten Jaarsma-Adolfs en haar dochters deel uit van het transport naar kamp  Lampersari Sompok, op loopafstand in Semarang. Ook hier kreeg Jaarsma-Adolfs een ad hoc bestuursfunctie toebedeeld, deze keer op het moment dat kampleidster van der Ploeg-Verleur op 31 juli 1945 – naar achteraf bleek tijdelijk – uit haar functie werd ontzet.

### Nasleep 1945-49
Na de Japanse capitulatie werden de drie zieke dochters in september 1945 door een tante opgehaald en per trein terug naar Surabaya gebracht. Jaarsma-Adolfs bleef zelf in het kamp achter voor bestuurlijke afhandeling. Daarna reisde ze naar Jakarta (toenmalig Batavia), op zoek naar haar echtgenoot die in zeer slechte fysieke conditie en mentaal verward op straat werd aangetroffen, na verblijf in kamp Mater Dolorosa met een open trombosewond. Haar vader Gerrit Adolfs bleek in mei 1945 te zijn overleden in kamp Ambarawa aan ondervoeding en dysenterie. Haar moeder en andere Indische familieleden die de oorlog in het land als zogeheten buitenkampers hadden doorgemaakt waren allen nog in leven. Haar jongste dochter Hedwig werd als gevolg van de kampjaren met spondilitis in het rooms-katholieke ziekenhuis opgenomen waar zij bijna een jaar in het gips kwam te liggen. De twee oudste dochters moesten herstellen van hongeroedeem en geelzucht. Zelf woog Jaarsma-Adolfs als gevolg van ondervoeding 40 kg volgens haar echtgenoot. Het grotendeels herenigd gezin verbleef tijdelijk op Darmo boulevard 103 waar zij de zogeheten Bersiap-periode en hevige gevechten om Surabaya van zeer nabij doormaakten.
Een deel van haar familie Adolfs koos voor evacuatie en kwam in Singapore terecht waar hereniging met krijgsgevangen gemaakte echtgenoten plaatsvond in de vluchtelingenkampen. Het gezin Jaarsma-Adolfs weigerde te vluchten en keerde ternauwernood fysiek ongedeerd terug naar het oude adres aan de Darmokali 10, waar Adolfs en Jaarsma hun advocatenpraktijk heropenden. De dochters werden met thuisonderwijs klaargestoomd voor het Staatsexamen en naar Nederland gestuurd om te studeren. Jaarsma bleek niet meer de oude en verbleef naarmate de jaren voortschreden steeds vaker en langer in Europa. Jaarsma-Adolfs runde in toenemende mate alle zaken alleen en voorzag in de inkomsten voor het hele gezin.

## Wederopbouw en definitief vertrek

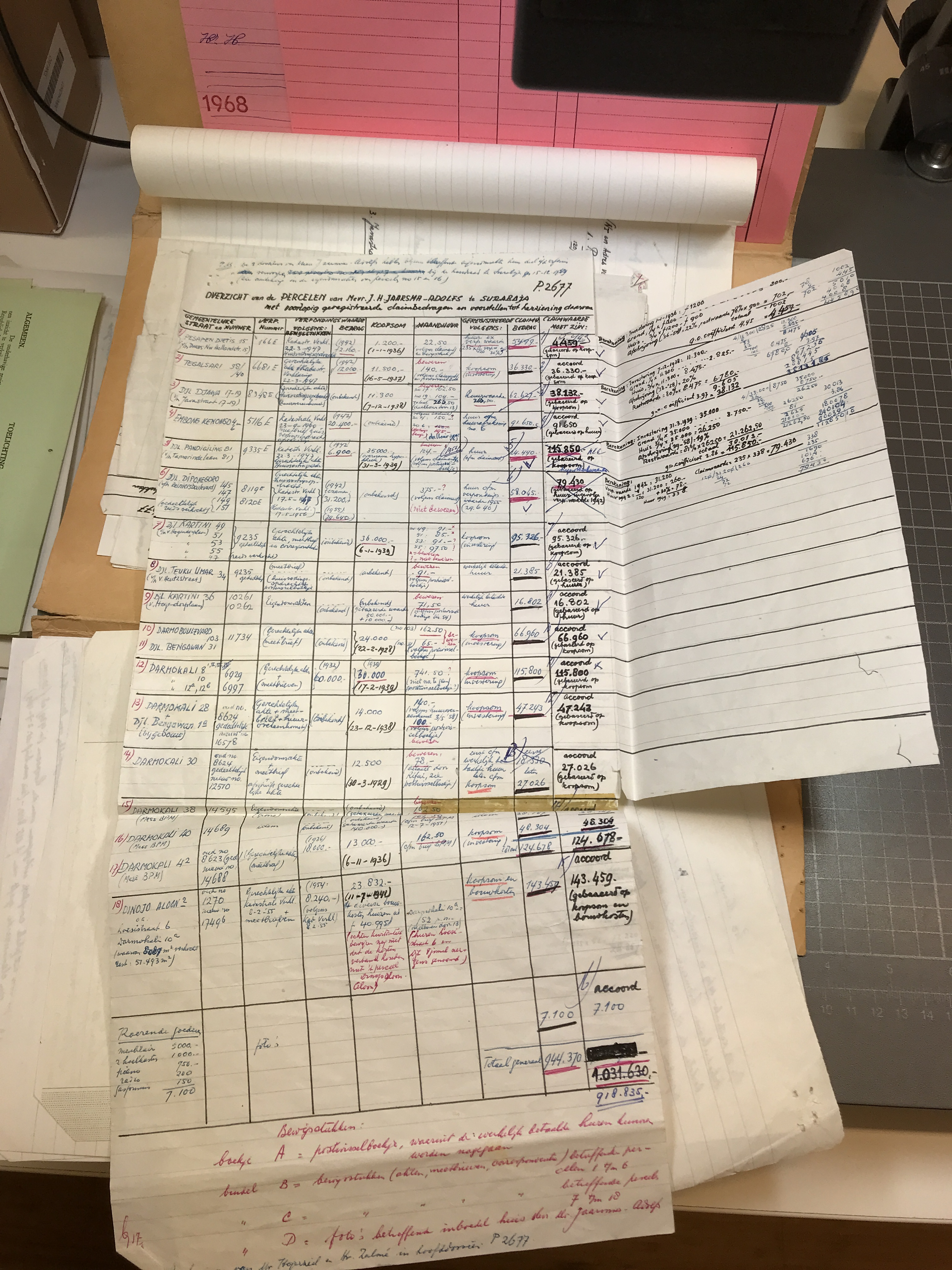
Schadeclaim J.H. Jaarsma-Adolfs. Bron: NL-HaNA, BuZa/Schadeclaims Indonesië, DDR en Egypte, 2.05.407, inv.nr 2741.